# 比尔·帕内尔
科默·威廉·“比尔”·帕内尔（Comer William "Bill" Parnell，1928年2月14日—2008年9月6日）是一位加拿大中长跑运动员，曾参加1948年夏季奥运会和1952年夏季奥运会。1950年在奥克兰举行的大英帝国运动会上，他赢得了1英里比赛的金牌。 他在1950年大英帝国运动会880码比赛中获得第三名。 在 4×440 码接力赛中（与唐·佩蒂、杰克·哈钦斯和比尔·拉罗谢尔一起）帕内尔获得第五名。 在1954年大英帝国和英联邦运动会 880 码比赛中，他获得第七名，在1954 年大英帝国和英联邦运动会1英里比赛中，他在预赛中被淘汰。